# 快達票

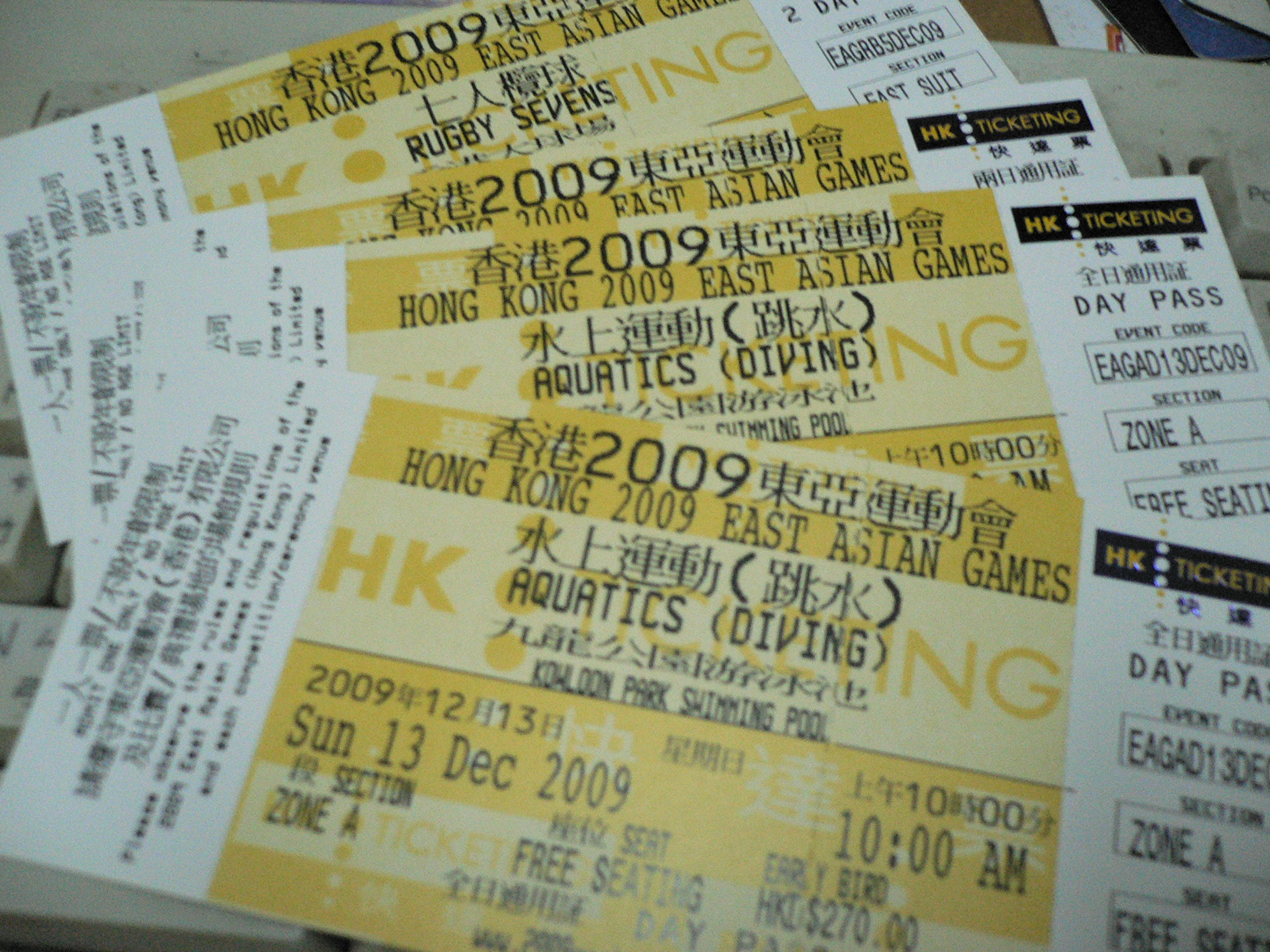
快達票香港 - 2009年東亞運動會門票

快達票（HK TICKETING），由新世界集团成员Hong Kong Ticketing (International) Limited负责运营管理。快达票是香港领先的休闲娱乐供应商及最大的票务服务商，致力于提供方便、快捷及国际级的客户服务，并推动于香港及澳门地区举办的各类活动。快达票成立于2000年，每年与各大国际活动举办单位合作并协助筹办音乐会、戏剧、教学项目、艺术展、运动会等等。

## 售票處地點
场馆售票处
- 香港演艺学院（已停止服務）
- 香港演艺学院伯大尼古迹校园（已停止服務）
- 香港会议展览中心
- 九龙湾国际展贸中心（已停止服務）
- 亚洲国际博览馆

特约零售点
- K11 Select
- 通利琴行（湾仔分行）（已停止服務）
- 通利琴行（奥海城分行）（已停止服務）
- 通利琴行（尖沙咀分行）（已停止服務）
- 通利琴行（沙田分行）（已停止服務）
- 通利琴行（元朗分行）（已停止服務）
- D • PARK 愉景新城（已停止服務）

## 外部參考
- 快達票香港 - 官方網址 （页面存档备份，存于）